# Liste des cardinaux créés par Innocent IX
Le pape Innocent IX  (1591) a créé 2 cardinaux dans 1 consistoire :

## 18 décembre 1591
- Filippo Sega
- Giovanni Antonio Facchinetti de Nuce